# Cesare Sterbini

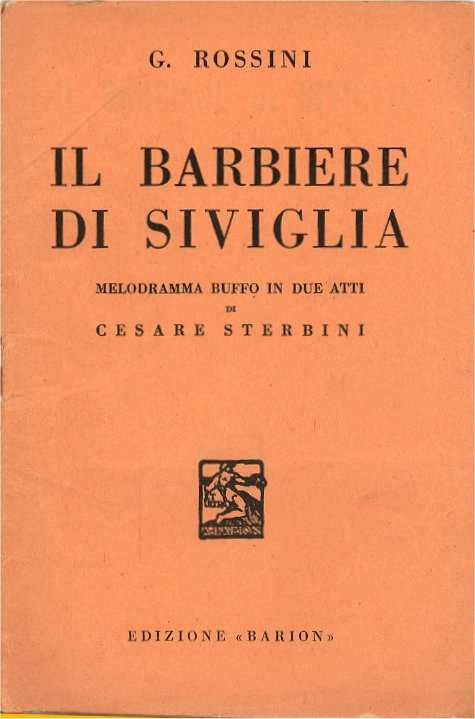
Es recordado por haber escrito este libro.
- Fecha:1946
- Autor:A. Barion editore
- Autor: Gioachino Rossini
- Compositor: Gioachino Rossini
- Personajes: Fígaro, Almaviva, Rosina, Don Bartolo, Don Basilio, Berta, Fiorello, Ambrogio

Cesare Sterbini (Roma, 1784 - Roma, 19 de enero de 1831) fue un libretista italiano. 
Se le recuerda por haber escrito el libreto de la célebre ópera Il barbiere di Siviglia de Gioacchino Rossini. 
Colaboró con Rossini en otra ópera: Torvaldo e Dorliska.
- Datos: Q218534
- Multimedia: Cesare Sterbini / Q218534